# Prokura
Prokura (italienisch procura ‚Vollmacht‘, von lateinisch procurare ‚für etwas Sorge tragen‘, zu lateinisch pro ‚für‘, und lateinisch cura ‚Sorge‘) ist in Deutschland, Österreich und in der Schweiz bei Unternehmen eine durch einen Kaufmann an Mitarbeiter erteilte umfangreiche geschäftliche Vertretungsmacht. Sie stellt, wie die Handlungsvollmacht, eine gewillkürte Form der Stellvertretung dar und hat den Zweck, dem Handelsverkehr eine sichere Grundlage für das Vertretungshandeln der kaufmännischen Gehilfen zu bieten.

## Rechtsgrundlagen
Die Rechtsgrundlagen der Prokura finden sich im deutschen Handelsrecht in § 48 bis § 53 HGB. Danach ermächtigt sie gemäß § 49 Abs. 1 HGB „zu allen Arten von gerichtlichen und außergerichtlichen Geschäften und Rechtshandlungen, die der Betrieb eines Handelsgewerbes mit sich bringt“. Durch Verwendung des unbestimmten Artikels „eines Handelsgewerbes“ will der Gesetzgeber zum Ausdruck bringen, dass der Prokurist auch branchenübergreifende Geschäfte abschließen darf. Genau dies ist dem Handlungsbevollmächtigten verwehrt, weil die entsprechende Bestimmung in § 54 Abs. 1 HGB die bestimmtere Formulierung „eines derartigen Handelsgewerbes“ verwendet und damit sein Geschäftsfeld auf das Handelsgewerbe beschränkt, in dem er tätig ist. Die Prokura ist ausdrücklich (mündlich oder schriftlich) zu erteilen (§ 48 Abs. 1 HGB) und vom Inhaber des Handelsgewerbes nach § 53 Abs. 1 HGB im Handelsregister einzutragen. Diese Eintragung hat lediglich deklaratorische Wirkung, da bereits die förmliche Ernennung zum Prokuristen eine handelsrechtliche Prokura konstitutiv begründet.

## Umfang
Die Vorschrift des § 49 Abs. 1 HGB legt den Umfang der Prokura zwingend fest, sodass der Prokurist in diesem Rahmen rechtsgeschäftlich im Namen und für Rechnung des Kaufmanns handeln darf und die so abgeschlossenen Geschäfte den Kaufmann verpflichten und berechtigen (§ 164 Abs. 1 BGB). Selbst wenn die Prokura im Innenverhältnis zwischen Kaufmann und Prokurist enger ausgestaltet wird, als es der gesetzliche Rahmen vorsieht, kann der Prokurist im Außenverhältnis den Umfang seiner handelsrechtlichen Prokura voll ausschöpfen, denn § 50 HGB erklärt alle Beschränkungen dieser Prokura für unwirksam. Die Geschäftspartner des Prokuristen dürfen ohne Weiteres auf den gesetzlich vorgesehenen Umfang der Prokura vertrauen und brauchen nicht das Risiko einer eventuell fehlenden Vertretungsmacht zu fürchten.
Nicht nur alle typischen und gewöhnlichen Geschäfte werden von einer Prokura erfasst, sondern alle Geschäfte, die sich auch nur mittelbar auf irgendein Handelsgewerbe beziehen, also mit ihm zumindest noch in einem entfernten, lockeren Zusammenhang stehen. Das Vorliegen eines Handelsgeschäfts wird nach § 344 HGB vermutet. Diese weitreichende Vollmacht versetzt den Prokuristen in die Lage, rechtswirksam Geschäfte vorzunehmen, die weit außerhalb des Tätigkeitsbereichs seines Unternehmens liegen. Erst recht umfasst die Prokura alle betrieblichen Funktionen (Beschaffung, Produktion, Vertrieb, Versicherung oder Finanzierung). Auch organisatorische oder arbeitsrechtliche Handlungen sind im Rahmen einer Prokura statthaft.
Ausgenommen von der Prokura sind sogenannte Grundlagen- und Prinzipalgeschäfte. Grundlagengeschäfte umfassen alle Handlungen, die das Handelsgeschäft als solches betreffen. Dazu zählen insbesondere die Belastung und Veräußerung von Grundstücken und grundstücksgleichen Rechten (§ 49 Abs. 2 HGB), sofern der Prokurist hierzu nicht ausdrücklich ermächtigt wird, aber auch die Veräußerung des Unternehmens, die Aufnahme neuer Gesellschafter, der Antrag auf Insolvenz, die Änderung der Rechtsform oder die Abänderung des Unternehmenszwecks. Prinzipalgeschäfte sind originäre Geschäfte des Kaufmanns, z. B. die Erstellung von Handelsbilanzen (§ 245 HGB), Anmeldungen zum Handelsregister, die nur der Kaufmann wirksam vornehmen kann (§ 29, § 31 HGB) oder die Erteilung der Prokura selbst (§ 48 Abs. 1 HGB). Dies macht eine sog. Unterprokura unzulässig.
Der Prokurist unterliegt, wie auch ein Geschäftsführer, den Verboten des Selbstkontrahierens und der Mehrvertretung nach § 181 BGB, von beiden (in § 181 BGB enthaltenen) Verboten kann der Prokurist jedoch befreit werden (wie auch der Geschäftsführer), was zur Eintragung in das Handelsregister anzumelden ist (siehe Insichgeschäft).
Da die Prokura keine Untervollmacht des Geschäftsführers darstellt, kann der Prokurist selber von den Verboten des § 181 BGB befreit sein – auch wenn der Geschäftsführer selber diese Befreiung nicht hat.
Führt der Prokurist Geschäfte aus, welche durch seine Vollmacht nicht gedeckt sind, handelt er als Vertreter ohne Vertretungsmacht nach §§ 177 ff. BGB.
Im Außenverhältnis haftet jedoch immer die durch den Prokuristen vertretene Gesellschaft, im Innenverhältnis kann der Prokurist von der Gesellschaft in Haftung genommen werden.
Zu berücksichtigen ist die mehrfache Bestätigung durch die Rechtsprechung, dass der fremde Dritte jederzeit den gesetzlichen Umfang der entsprechenden Prokura annehmen darf.
Beispiel
Ein Prokurist erhält die „Einzelprokura“ für eine GmbH.
Im Innenverhältnis wird dem Prokuristen aber untersagt, Wirtschaftsgüter über EUR 1.000,- für die GmbH zu erwerben.
Der Prokurist tut dies trotzdem und bestellt einen Computer im Namen der GmbH für EUR 2.000,-.
Die GmbH ist dem Lieferanten gegenüber zur Zahlung verpflichtet. Sie würde auch im Falle eines Prozesses dahingehend verurteilt werden.
Der Prokurist haftet nun jedoch im Innenverhältnis der GmbH gegenüber mit EUR 2.000,-.

## Arten

### Einzelprokura
Einzelprokura ist die einer einzelnen Person erteilte Vollmacht, wodurch sie allein vertretungsberechtigt handeln kann. Diese Prokura hat einen umfassenden Charakter.

### Filialprokura
Bei der Filialprokura ist die Prokura auf eine Filiale oder Niederlassung eines Unternehmens beschränkt (§ 50 Abs. 3 HGB). Eine Prokura, die sich auf alle Niederlassungen eines Kaufmanns erstreckt, bezeichnet man als Generalprokura. Die Firmen der Zweigniederlassungen müssen sich durch einen Zusatz unterscheiden, etwa „Filiale Grenzach-Wyhlen“.

### Gesamtprokura
Bei der echten Gesamtprokura (Kollektivprokura) sind nur zwei oder mehrere Prokuristen zum gemeinschaftlichen Handeln befugt (§ 48 Abs. 2 HGB; siehe Gesamtvertretung). Die Prokuristen müssen gemeinschaftlich handeln und unterschreiben regelmäßig gemeinsam.

## Vertretungsmacht des Prokuristen
Ein Prokurist darf insbesondere
- den gesamten Geschäftsverkehr führen,
- Wechsel querschreiben,
- Prozesse führen,
- Verbindlichkeiten eingehen,
- Vergleiche schließen,
- Handlungsvollmachten erteilen, die einen geringeren Umfang als die Prokura aufweisen,[8]
- Grundstücke und grundstücksgleiche Rechte erwerben, vermieten und verpachten.

Sofern er zur selbständigen Einstellung oder Entlassung von Arbeitnehmern berechtigt ist, gilt für ihn selbst das Kündigungsschutzgesetz nur eingeschränkt (grundlose Beendigung gegen Abfindung, § 14 Abs. 2, § 9 Abs. 1 S. 2 KSchG).

## Grenzen der Vertretungsmacht des Prokuristen
Der Prokurist darf hingegen keine höchstpersönlichen Geschäfte (auch Grundlagengeschäfte oder Prinzipalgeschäfte genannt) des Betriebsinhabers ausführen, die kraft Gesetzes dem Kaufmann vorbehalten sind. Dazu gehören insbesondere
- Geschäfte, die darauf ausgerichtet sind, den Betrieb einzustellen (Betriebsstilllegung),
- Bilanzen unterzeichnen,
- Prokura erteilen und widerrufen,
- Handelsregistereintragungen beantragen,
- Änderungen am Gesellschaftsvertrag vornehmen,
- Gesellschafter aufnehmen,
- Eide für den Kaufmann leisten,
- Insolvenz beantragen,
- Steuererklärungen für den Kaufmann unterzeichnen,[9]
- Grundstücke veräußern oder belasten, es sei denn, dies wäre dem Prokuristen gesondert gestattet, § 49 Abs. 2 HGB.

## Unbeschränkbarkeit der Prokura nach außen

### Innenverhältnis
Im Verhältnis zwischen Kaufmann und Prokuristen ist eine Beschränkung der Prokura dem Umfang nach, zum Beispiel durch Dienst- oder Arbeitsvertrag des Prokuristen, möglich.

### Außenverhältnis
Beschränkungen im Innenverhältnis sind gegenüber Dritten absolut unwirksam (§ 50 Abs. 1 und 2 HGB), daher sind auch die vom Prokuristen ohne Vertretungsbefugnis abgeschlossenen Geschäfte für den Kaufmann verbindlich, sofern nicht der Geschäftsgegner positive Kenntnis von dem Fehlen der Vertretungsbefugnis hatte (siehe auch Abschnitt über den Missbrauch). Der Prokurist ist dem Kaufmann dann aber zum Schadensersatz verpflichtet.
Missbrauchsfälle, bei denen der Kaufmann nicht verpflichtet wird
Bei einem Missbrauch der Prokura sind die Grundsätze über den Missbrauch der Vertretungsmacht teilweise anwendbar. Folgende Konstellationen sind denkbar:
- Kollusion: der Prokurist handelt einverständlich mit dem Geschäftspartner, um den Vertretenen zu schädigen. In diesem Fall ist das zugrunde liegende Rechtsgeschäft wegen Sittenwidrigkeit gemäß § 138 BGB nichtig.
- Der Prokurist überschreitet seine internen Befugnisse, und dem Geschäftspartner ist dieser Umstand bekannt. Hier schadet die Evidenz, d. h. die Offensichtlichkeit des Fehlens der Vertretungsmacht, dem Rechtsgeschäft in jedem Fall, nach einer anderen Auffassung schon grob fahrlässige Unkenntnis. Die Rechtsfolgen sind umstritten: Nach einer Meinung steht dem Vertretenen die Einrede der unzulässigen Rechtsausübung nach § 242 BGB zu, nach einer anderen Meinung finden die Regeln über den Vertreter ohne Vertretungsmacht nach §§ 177 ff. BGB analog Anwendung.

Des Weiteren sind Fälle denkbar, in denen die Prokura weder gemäß § 53 HGB in das Handelsregister eingetragen wurde noch das Erlöschen der Prokura durch Löschung Eingang in das Handelsregister gefunden hat, die so genannte sekundäre Unrichtigkeit des Handelsregisters. Hier ist umstritten, ob das Rechtsgeschäft, das ein Vertreter nach dem Erlöschen dieser Prokura vorgenommen hat, trotzdem gegen den Vertretenen wirkt, also ob § 15 Absatz 1 HGB anwendbar ist. Bejaht man die Anwendbarkeit, gilt das Obige auch in diesem Fall.

## Erlöschen der Prokura
Die Prokura erlischt bei:
- Wechsel des Geschäftsinhabers (Betriebsübergang),
- Insolvenz,
- Widerruf der Prokura,
- Beendigung des Arbeitsverhältnisses des Prokuristen,
- Einstellung des Gewerbebetriebes oder Insolvenzeröffnung,
- nachträgliche Geschäftsunfähigkeit des Prokuristen,
- Veräußerung des Handelsgeschäftes,
- Tod des Prokuristen.

Hingegen erlischt die Prokura nicht beim Tod des Geschäftsinhabers (§ 52 Abs. 3 HGB). Hier wirkt sich die rechtsgeschäftliche Vollmacht aus, zu denen die Prokura gehört. Der Tod des Vollmachtgebers ändert nichts an rechtswirksam erteilten Vollmachten.
Erfolgt nach Widerruf der Prokura keine Löschung im Handelsregister, können sich Dritte in gutem Glauben auf das Fortbestehen der Prokura berufen (§ 15 Abs. 1 HGB).
Die Prokura ist nicht auf Dritte übertragbar.

## Unterschrift
Das Ausüben der Vollmacht wird durch Hinzufügen eines Hinweises auf die Prokura zum Namen des Kaufmanns (der Firma) und zum Namen des Prokuristen kenntlich gemacht (§ 51 HGB). Der Zusatz wird üblicherweise mit ppa. (lat. per procura autoritate, „in Vollmacht“) abgekürzt.

## International
In Österreich erstreckt sich die Prokura nach § 49 UGB auf alle Arten von gerichtlichen und außergerichtlichen Geschäften und Rechtshandlungen, die der Betrieb eines Unternehmens mit sich bringt; eine Beschränkung des Umfanges der Prokura ist Dritten gegenüber unwirksam (§ 50 UGB). Eintragung und Löschung der Prokura müssen ins Firmenbuch eingetragen werden. Bei der Eintragung ist eine Musterunterschrift (Musterzeichnung) zu hinterlegen.
In der Schweiz umfasst die Vertretungsmacht des Prokuristen nach Art. 459 Abs. 1 OR, den Geschäftsherrn zu verpflichten und in dessen Namen alle Arten von Rechtshandlungen vorzunehmen, die der Zweck des Gewerbes oder Geschäftes des Geschäftsherrn mit sich bringen kann.
Die Rechtsfigur des Prokuristen ist im Common Law unbekannt, demzufolge gibt es auch keine adäquate Übersetzung. Den Prokuristen als „procurer“ zu übersetzen, ruft falsche Freunde auf den Plan, denn das ist im Englischen der Zuhälter. „Procuration“ bedeutet im allgemeinen „Stellvertretung“, im wirtschaftsrechtlichen Sinn auch „Prokura, Vollmacht“. Der Prokurist (englisch general agent) hat die Vertretungsmacht (englisch general agency), den Geschäftsinhaber in allen Angelegenheiten eines bestimmten Geschäfts oder einer bestimmten Geschäftsnatur zu vertreten.